# Леонов Валерій Павлович
Валерій Павлович Леонов (*1942) — російський учений у галузі бібліотекознавства і бібліографознавства. Доктор педагогічних наук, професор. Почесний Академік АН ВШ України з 2009 року.
Народився в Караганді. У середній школі вчився у Почаєві (Тернопільська область) та у Львові. Закінчив Інститут культури ім. Н. К. Крупської у Ленінграді (нині — Санкт-Петербурзький університет культури і мистецтв) і його аспірантуру. З 1988 року — директор Бібліотеки Російської академії наук у Петербурзі.
Автор досліджень зі структури й специфіки бібліотечних та бібліографічних процесів. Вивчав постаті українців, які зробили великий внесок у наукове й культурне життя Санкт-Петербурга. Неодноразово брав участь в українознавчих конференціях, організовував їх на базі Бібліотеки РАН.
Заслужений працівник культури Росії (з 2002 р.).